# Ponte Mammolo (metropolitana di Roma)
Ponte Mammolo è una stazione della linea B della metropolitana di Roma.

## Storia
La stazione venne costruita alla fine degli anni ottanta come parte della tratta da Termini a Rebibbia, entrata in servizio nel 1990; Ponte Mammolo rimase tuttavia inattiva in quanto all'epoca la zona non era ancora abitata e mancava un nodo stradale adeguato.
Fu infine aperta il 13 dicembre 1995, all'inizio solo per i treni diretti verso Laurentina.
Contestualmente all'apertura fu reso disponibile un parcheggio da 1800 posti e fu preannunciato un nodo d'interscambio con autolinee urbane ed extraurbane, che fu reso pienamente operativo quasi due anni più tardi, il 22 settembre 1997, insieme a un ampliamento del parcheggio.

## Struttura e impianti
Si tratta di una stazione sopraelevata con accesso al piano stradale; ha due banchine, una per ogni direzione, alle quali si accede attraverso rampe, scale mobili o ascensori.
Il fabbricato ha un solo ingresso, sul proprio fronte meridionale, sul piazzale nel quale sono attestati i capilinea dei mezzi urbani ed extraurbani di superficie.

## Servizi
- Biglietteria a sportello
- Biglietteria automatica
- Servizi igienici
- Bar

## Interscambi
- Fermate autobus ATAC e Cotral